# Das Lied der fernen Erde
Das Lied der fernen Erde ist der deutsche Titel des 1986 erschienenen Science-Fiction-Romans The Songs of Distant Earth von Arthur C. Clarke, der auf einer gleichnamigen Erzählung des Autors beruht, die 1958 in dem Magazin If veröffentlicht wurde.

## Inhalt
Die Handlung ist um ein Treffen zweier unterschiedlicher Gruppen von Menschen in der fernen Zukunft herum aufgebaut, welches nach einer großen Krise auf der Erde auf einem Meeresplaneten mit dem Namen Thalassa stattfindet.
Im Roman hatte die menschliche Rasse auf eine unausweichliche Bedrohung mit dem Entsenden von robotischen Kolonieschiffen reagiert, um den Fortbestand irdischen Lebens nach der Vernichtung ihrer Heimatwelt durch die zur Supernova gewordene Sonne sicherzustellen. Thalassa wird im Jahr 3109 von einem solchen Schiff kolonisiert, doch bald darauf bricht der Kontakt zur Erde ab, da ein Vulkanausbruch die Antenne für interstellare Kommunikation zerstört. In der Zwischenzeit wird auf der Erde – kurz vor der bevorstehenden Supernova – eine auf Vakuumenergie basierende Technologie erfunden, welche den Bau eines Raumschiffes erlaubt, das annähernd die Lichtgeschwindigkeit erreichen kann. Die Magellan bricht auf, um die letzte Kolonie der Menschheit zu gründen. Während von früheren Schiffen die Kolonisierung mit Hilfe von Embryonen oder verschiedenen Formen von DNA-Synthese vorgenommen wurde, wird von der Magellan eine Besatzung aus einer Million lebenden Personen befördert, die in einem kryonischen Kälteschlaf aufbewahrt werden.
Auf dem Weg zu seinem Ziel (dem Planeten Sagan 2) legt die Magellan einen im Voraus geplanten Stopp in der Umlaufbahn des Planeten Thalassa ein. Dort soll der abgenutzte Eisschild des Schiffes erneuert werden, der auf der Reise durch interstellare Materie abgebaut wurde. Ein kleiner Teil der Besatzung wird aus dem Kälteschlaf geweckt, um die Reparaturen am Schutzschild durchzuführen. Da die Bewohner von Thalassa die interstellare Antenne nicht wieder aufgebaut haben, wissen sie nicht von der bevorstehenden Ankunft der Magellan, bis das Schiff tatsächlich in der Umlaufbahn des Planeten eintrifft. Der Roman erforscht die Wirkung der darauf folgenden, unvorhergesehenen Wiedervereinigung, dokumentiert die Reparaturbemühungen der Besatzung der Magellan und setzt sich ausführlich mit der Möglichkeit von Liebe über die Barrieren von Zeit und Raum hinweg auseinander.

## Wissenschaftliche Aspekte
Der Roman befasst sich mit einem möglichen Ergebnis des solaren Neutrinoproblems, welches noch ungelöst war, als Clarke das Buch verfasste.
Obwohl mit gegenwärtigen Technologien nicht vollständig umkehrbar, sind kryonische Aufbewahrungsmethoden schon heute Realität. Sie sind insofern eine anwendbare medizinische Vorgehensweise für menschliche Patienten, als dass der Patient unverändert aufbewahrt werden kann, bis die zweite Hälfte des Prozesses (die Wiederbelebung) ebenfalls Realität geworden ist.
Tests im Jahr 2005 haben gezeigt, dass es möglich ist, Mäuse in einen kurzzeitigen Winterschlaf zu versetzen.
Vakuumenergie ist ein kontrovers diskutierter Aspekt der modernen Physik, und das Konzept wurde schon wiederholt für pseudowissenschaftliche Theorien zweckentfremdet. In den Danksagungen des Buches zieht Clarke Vakuumenergie als eine wissenschaftlich denkbare, aber sehr futuristische Energiequelle in Erwägung.
Auf die Logistik interstellaren Reisens bei annähernd Lichtgeschwindigkeit wird im Roman ebenfalls detailliert eingegangen, jedoch mit einigen Fehlern, die zugunsten des Aufbaus von dramatischer Spannung in Kauf genommen wurden. Bemerkenswert ist auch der Einsatz eines Weltraumlifts. In der Einleitung schreibt Clarke, das es sein Wunsch war, eine möglichst realistische interstellare Reise darzustellen, ohne sich dabei fantastischer Technologien wie beispielsweise eines Warp-Antriebs zu bedienen.

## Einflüsse auf andere Medien
Der Multi-Instrumentalist und Komponist Mike Oldfield war nach dem Lesen des Romans so von ihm bewegt, dass er ein komplettes Album schrieb, welches darauf basiert. Etwa zur gleichen Zeit befasste sich Oldfield auch mit den Möglichkeiten, die Computerspiele bieten. Daher ist bei der im Vereinigten Königreich vertriebenen Fassung des CD-Albums The Songs of Distant Earth auch eine CD-ROM enthalten, mit der man in einem interaktiven Spiel einige der bemerkenswerteren Orte des Buchs erforschen kann – darunter auch das Hibernaculum der Magellan. In dem Spiel ist auch der Videoclip zur aus dem Album ausgekoppelten Single Let There Be Light enthalten. Die Gestaltung des Albums greift auf Standbilder aus der CD-ROM zurück.
Bis 2005 sind folgende Formen des Werks entstanden oder von diesem inspiriert worden:
- Die ursprüngliche Kurzgeschichte, die 1958 in The Other Side of the Sky veröffentlicht wurde.
- Ein wenig bekanntes Konzept für einen Film, das 1979 veröffentlicht wurde. (Omni Magazine, vol III no 12)
- Der Roman von 1986.
- Das Musikalbum The Songs of Distant Earth von Mike Oldfield.
- Ein CD-ROM-Computerspiel (Bestandteil der im UK vertriebenen Ausgabe des Albums).
- Das Musikvideo zu Let There Be Light.
- Das Lied Haruka naru Furusato no Uta (遙かなる地球の歌) von Minami Kuribayashi, das als Abspann des letzten Kapitels Unlimited des  Videospiels Muv-Luv verwendet wurde.